# Palazzo delle Scuole Elementari (Mirandola)

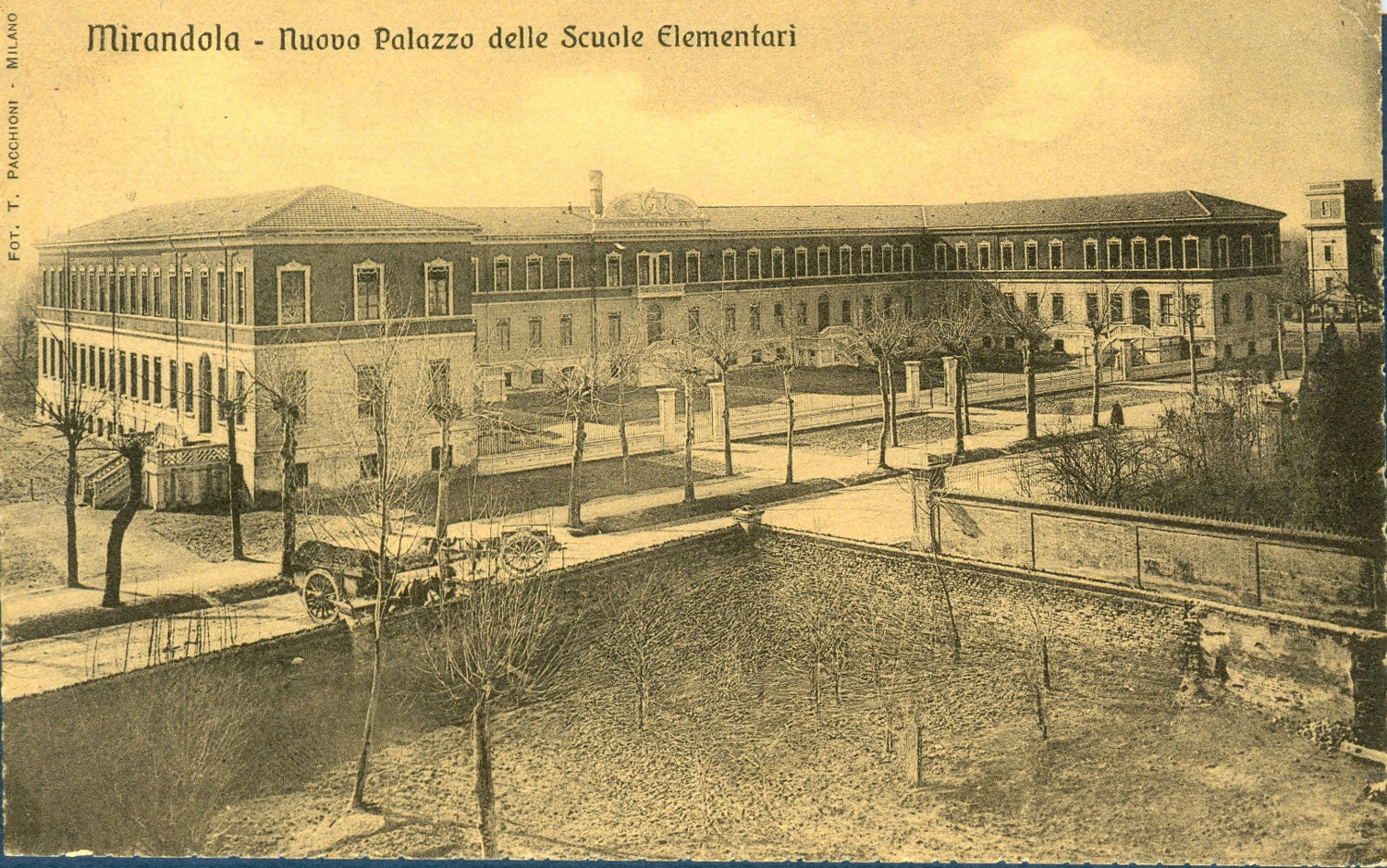
Das Schulzentrum von Mirandola im Jahre 1910

Der Palazzo delle Scuole Elementari di Mirandola (dt.: Palast der Elementarschulen Mirandola) ist ein Schulzentrum an der Umgehungsstraße von Mirandola in der italienischen Region Emilia-Romagna. Der Palast liegt an der Viale Circonvallazione 71.
In dem 1910 eingeweihten Gebäude waren bis Mai 2012 die Elementarschule „Dante Alighieri“ und die Verwaltung des Schuldistrikts Mirandola untergebracht. Dann beschädigte das Erdbeben das Gebäude so schwer, dass es nicht mehr nutzbar war.

## Geschichte
Im Jahre 1859, als Mirandola vom Königreich Sardinien annektiert wurde, gab es in der Stadt schon einige Klassen der Elementarschule. 1860 richtete die Stadtverwaltung in einem Palast in der Via Fenice (heute Via Giovanni Pico) vier Klassen für Knaben in der Elementarschule ein und darüber hinaus Möglichkeiten für Unterricht in Technik, Kunst, Musik und Gymnastik, sowie weiterführenden Unterricht. 1862 wurden auch öffentliche Schulen für Mädchen eröffnet.

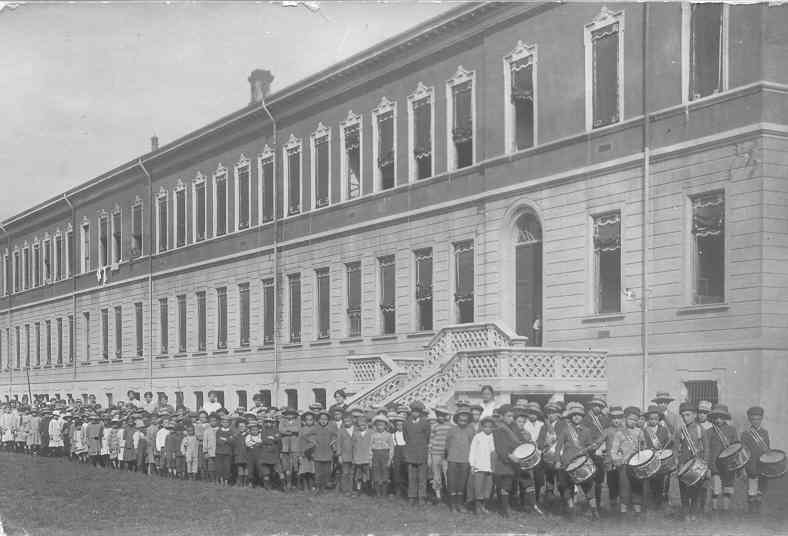
Absolventen der Schule 1915

1905 war wegen der Zunahme der Absolventen der Bau eines neuen, großen Gebäudes notwendig geworden, in dem alle Schulen von Mirandola untergebracht werden konnten. Der städtische Bauingenieur Alberto Vischi wurde mit dem Projekt betraut. Er entwarf „ein Gebäude, das den modernsten Bedürfnissen der Pädagogik und Hygiene entsprach, jede Künstlichkeit vermied und somit unnötigen und mit den begrenzten kommunalen Finanzen nicht zu vereinbarenden Luxus vollständig ausschloss.“
Der Schulpalast wurde außerhalb der Umgehungsstraßen, auf einem Wall, der früher Teil der Befestigungsmauer von Mirandola war, unter Anwendung der damals modernsten Techniken errichtet: Die Gebäudekanten wurden abgerundet, die Böden sind aus Kunstasphalt, zur Heizung wird ein Niederdruck-Dampfkessel betrieben, der im Winter für eine Temperatur von 15 °C in allen Räumen sorgt. In den Ecken des Gebäudes wurden Toiletten eingebaut, sodass sie von allen Räumen aus gut zu erreichen waren; die für die Schüler wurden mit automatischer Wasserspülung ausgestattet, die in festen Abständen ausgelöst wurde; das Wasser hierfür kam von einem großen Reservoir unter dem mittleren Dach des Gebäudes, das durch eine Pumpe gefüllt wurde, die mit einem Gasmotor angetrieben wurde. Die Klassenräume, die mit Kies und Kalk gepflastert waren, könnten bis zu 60 Schüler aufnehmen.

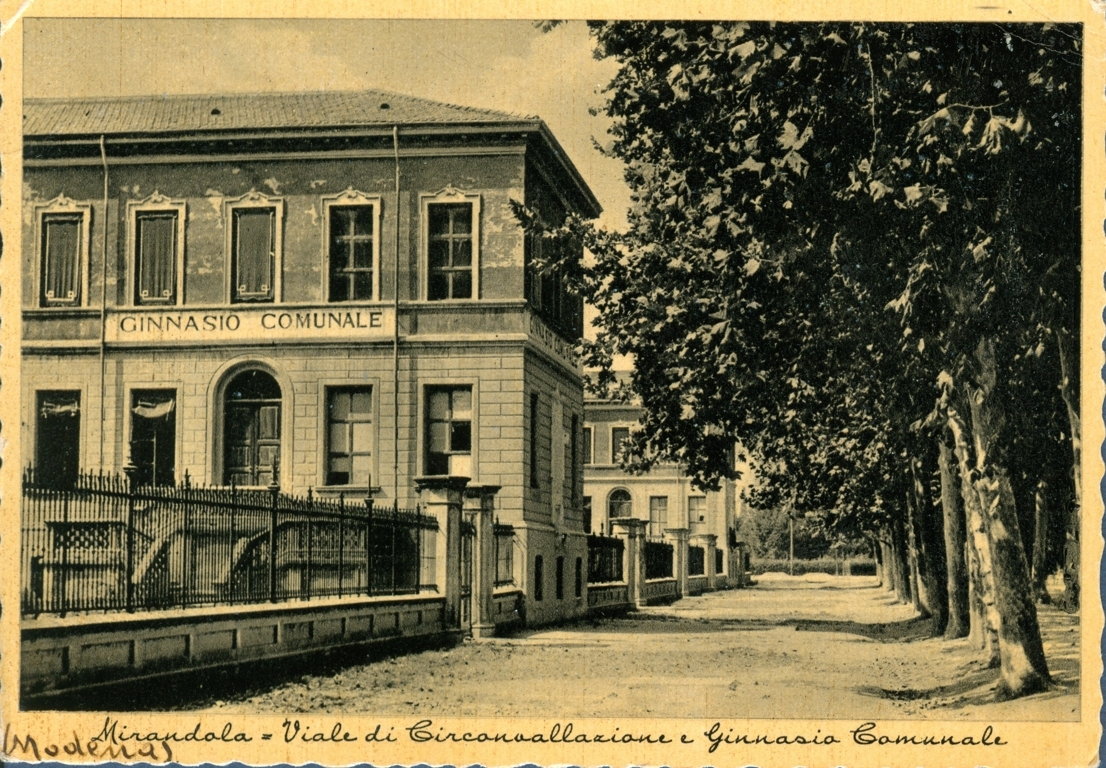
Umgehungsstraße mit städtischem Gymnasium

Der erste Abschnitt des Schulpalastes wurde am 25. September 1910 in Anwesenheit des damaligen Kultusministers Luigi Credaro mit einer großartigen Zeremonie eingeweiht (die damals über 770 Lire kostete).
Die Fertigstellungsarbeiten des Schulpalastes verzögerten sich wegen des Ersten Weltkrieges bis 1918. Die gesamten Bauarbeiten kosteten 250.000 Lire; 180.000 Lire waren ursprünglich kalkuliert worden.
Da viele Kinder aus armen Familien kamen, ließ die Verwaltung auch eine große Küche mit zwei getrennten Refektorien für Knaben und Mädchen einrichten, die mit Holztischen und -bänken, sowie Aluminiumgeschirr ausgestattet waren.
Im Jahre 1935 bestimmte die faschistische Regierung in Voraussicht feindlicher Bombardements und Giftgasexplosionen die Tiefparterres der Schulen als Schutzräume für die Zivilbevölkerung.
1975 wurden an dem Schulpalast Umbaumaßnahmen durchgeführt, wobei die hölzernen Dachbinder teilweise durch Metallelemente ersetzt, im Erdgeschoss in beiden Seitenflügeln Turnhallen eingebaut und innere Trennwände eingezogen wurden, um die Klassenräume kleiner zu machen. Nach dem Erdbeben von Novellara am 2. Mai 1987 (Magnitude 4,5) und den nachfolgenden Erdstößen vom 8. Mai 1987 in San Felice sul Panaro (Magnitude 4,0) wurde das Gebäude Arbeiten zur Verbesserung der Erdbebensicherheit unterzogen. In den Jahren 2010 und 2011 wurden letzte Arbeiten in dieser Richtung durchgeführt. Dennoch wurde das Schulgebäude durch das Erdbeben in Norditalien 2012 so stark beschädigt, dass es nicht mehr nutzbar war: Das Dach stürzte vollständig ein, die Innenwände lösten sich und die Stirnwände der Seitenflügel neigten sich.
Die Elementarschule „Dante Alighieri“ mit ihren 900 Schülern wurde vorläufig in ein neues Gebäude verlegt, das durch den Zivilschutz der Region Emilia-Romagna (€ 4 Mio.) finanziert und in kaum 50 Tagen in den westlichen Außenbezirken von Mirandola, neben der neuen Stadtverwaltung in der Via Giovanni Giolitti errichtet wurde. Die neue Schule wurde am 13. Oktober 2012 in Gegenwart des regionalen Kultusassessors Patrizio Bianchi eingeweiht.  Am 13. September 2013 läutete die Kultusministerin Maria Chiara Carrozza das neue Schuljahr 2013–2014 in der Elementarschule von Mirandola ein.

## Beschreibung

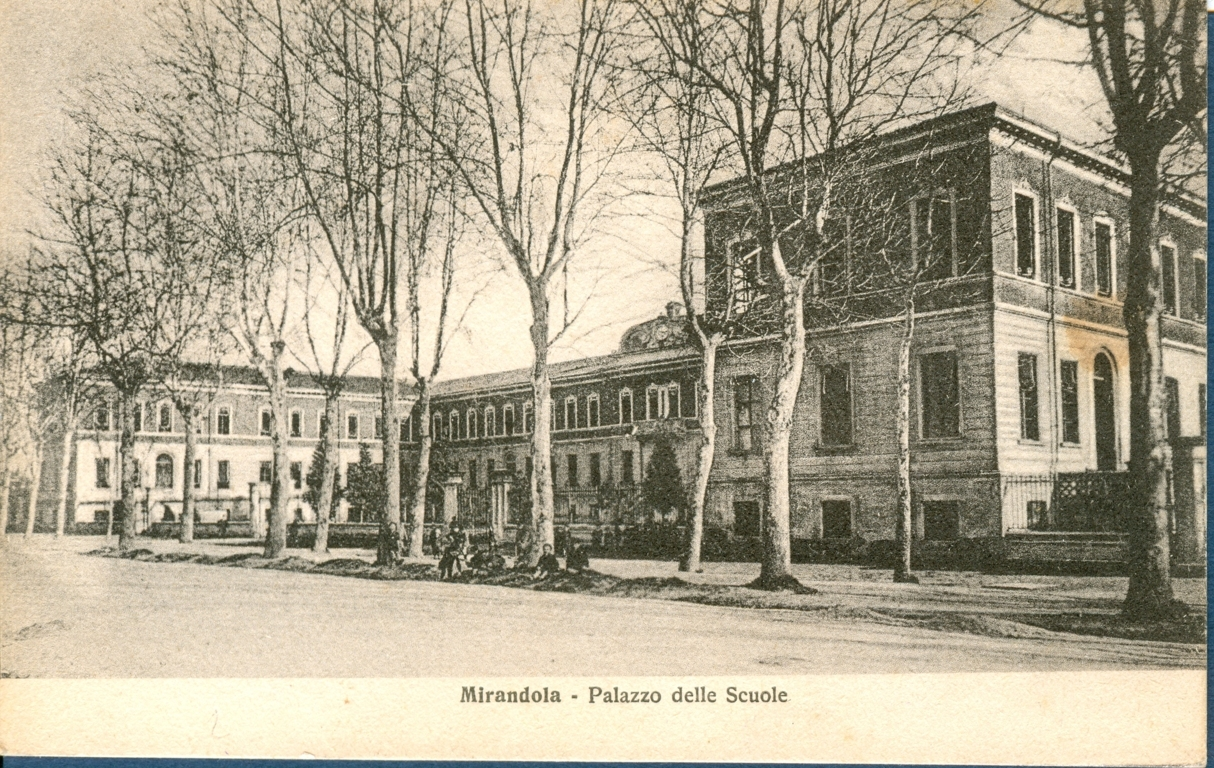
Mirandola - Palazzo delle Scuole Elementari

Der Schulpalast hat die Form eines quadratischen U mit einem zentralen Baukörper mit drei oberirdischen Stockwerken (und zusätzlich einem Keller und einem Dachgeschoss) in Ost-West-Richtung und zwei kleineren Seitenflügeln in normaler Bauweise. Der Nordgarten zwischen den drei Baukörpern wird durch ein eisernes Tor mit Mauersockel begrenzt, wogegen der südliche Teil und der neben den Seitenflügeln als Hof zur Erholung gedacht ist.
2008 wurde der Palast als von historisch-künstlerischem Interesse erklärt, und zwar wegen seiner architektonischen Formen, der harmonischen Gestaltung der Baukörper und architektonischen Unterteilungen gemäß präziser hierarchischer Gegebenheiten und seines Wertes für Umgebung und Stadt durch seine massige Bauweise.